# Open di Francia 1991
L'Open di Francia 1991, la 90ª edizione degli Open di Francia di tennis, si è svolto sui campi in terra rossa dello Stade Roland Garros di Parigi, Francia, dal 27 maggio al 9 giugno 1991.
Il singolare maschile è stato vinto dallo statunitense Jim Courier, che si è imposto sul connazionale Andre Agassi in cinque set col punteggio di 3–6, 6–4, 2–6, 6–1, 6–4.
Il singolare femminile è stato vinto dalla jugoslava Monica Seles, che ha battuto in tre set la spagnola Arantxa Sánchez Vicario.
Nel doppio maschile si sono imposti John Fitzgerald e Anders Järryd.
Nel doppio femminile hanno trionfato Gigi Fernández e Jana Novotná. 
Nel doppio misto la vittoria è andata a Helena Suková in coppia con Cyril Suk.

## Seniors

### Singolare maschile
Jim Courier ha battuto in finale  Andre Agassi con il punteggio di 3–6, 6–4, 2–6, 6–1, 6–4.

### Singolare femminile
Monica Seles ha battuto in finale  Arantxa Sánchez Vicario con il punteggio di 6–3, 6–4.

### Doppio maschile
John Fitzgerald /  Anders Järryd hanno battuto in finale  Rick Leach /  Jim Pugh con il punteggio di 6–0, 7–6.

### Doppio Femminile
Gigi Fernández /  Jana Novotná hanno battuto in finale  Larisa Neiland /  Nataša Zvereva con il punteggio di 6–4, 6–0.

### Doppio Misto
Helena Suková /  Cyril Suk hanno battuto in finale  Caroline Vis /  Paul Haarhuis con il punteggio di 3–6, 6–4, 6–1.

## Junior

### Singolare ragazzi
Andrij Medvedjev ha battuto in finale  Thomas Enqvist con il punteggio di 6–4, 7–6.

### Singolare ragazze
Anna Smashnova ha battuto in finale  Inés Gorrochategui con il punteggio di 2–6, 7–5, 6–1.

### Doppio ragazzi
Thomas Enqvist /  Magnus Martinelle

### Doppio ragazze
Eva Bes /  Inés Gorrochategui